# Schwörmontag

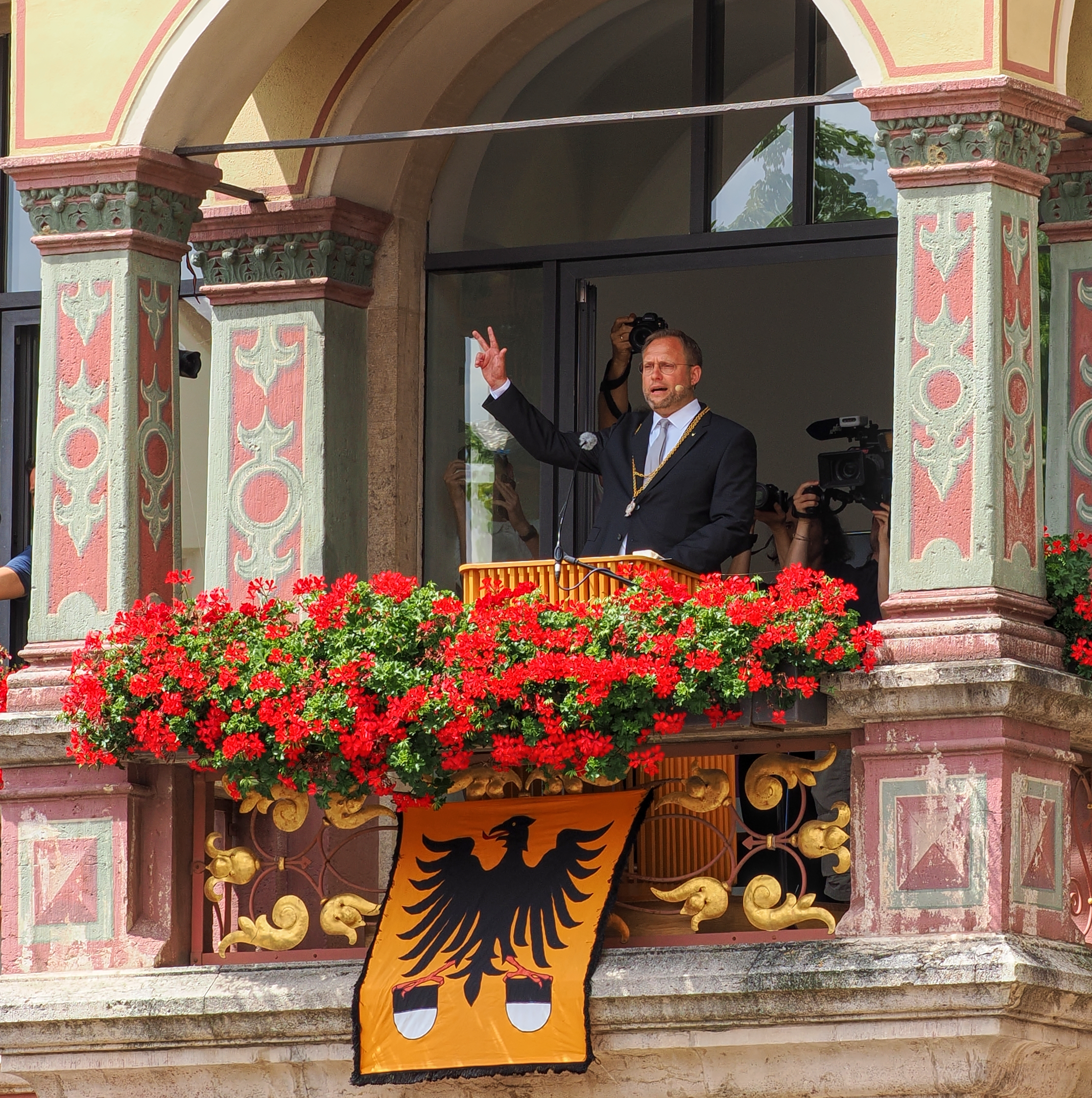
Oberbürgermeister Martin Ansbacher beim Schwur auf dem Balkon des Ulmer Schwörhauses (2024)

Der Schwörmontag ist ein traditionelles Ulmer Volksfest, das jedes Jahr am vorletzten Montag im Juli als Schwörtag begangen wird und die Schwörwoche beendet.

## Geschichte
Der Feiertag geht zurück bis ins 14. Jahrhundert. Damals schwelte ein Streit zwischen den Patriziern und den Zünften um die Machtverhältnisse im Stadtparlament der Freien Reichsstadt Ulm. Erst im Jahr 1397 wurden die Differenzen mit dem sogenannten Großen Schwörbrief beigelegt. Dieser garantierte allen Mitgliedern des Parlaments gleiches Stimmrecht und verpflichtete den Bürgermeister, jährlich Rechenschaft abzulegen. Der gegenseitige Treueschwur von Bürgerschaft und Stadtrat vom Schwörbalkon des im 17. Jahrhundert hierfür errichteten Ulmer Schwörhauses aus wurde mit Unterbrechungen bis ins 19. Jahrhundert beibehalten. Erst mit dem Verlust der Unabhängigkeit 1802 wurde der Brauch von den neuen – zuerst den bayerischen, später den württembergischen – Herrschern unterbunden.
Im Umfeld des eigentlichen Schwörtages hatte sich über die Zeit eine Schwörwoche mit dem Charakter eines Volksfestes entwickelt, deren teilweise aus der Fasnacht stammenden Elemente auch nach Ende des eigentlichen Schwörtags Bestand behielten.

## Die Schwörfeier seit 1933/Eidesformel

Der Blick vom Schwörbalkon des Ulmer Schwörhauses. Panoramastitch, aufgenommen am Schwörmontag 2010

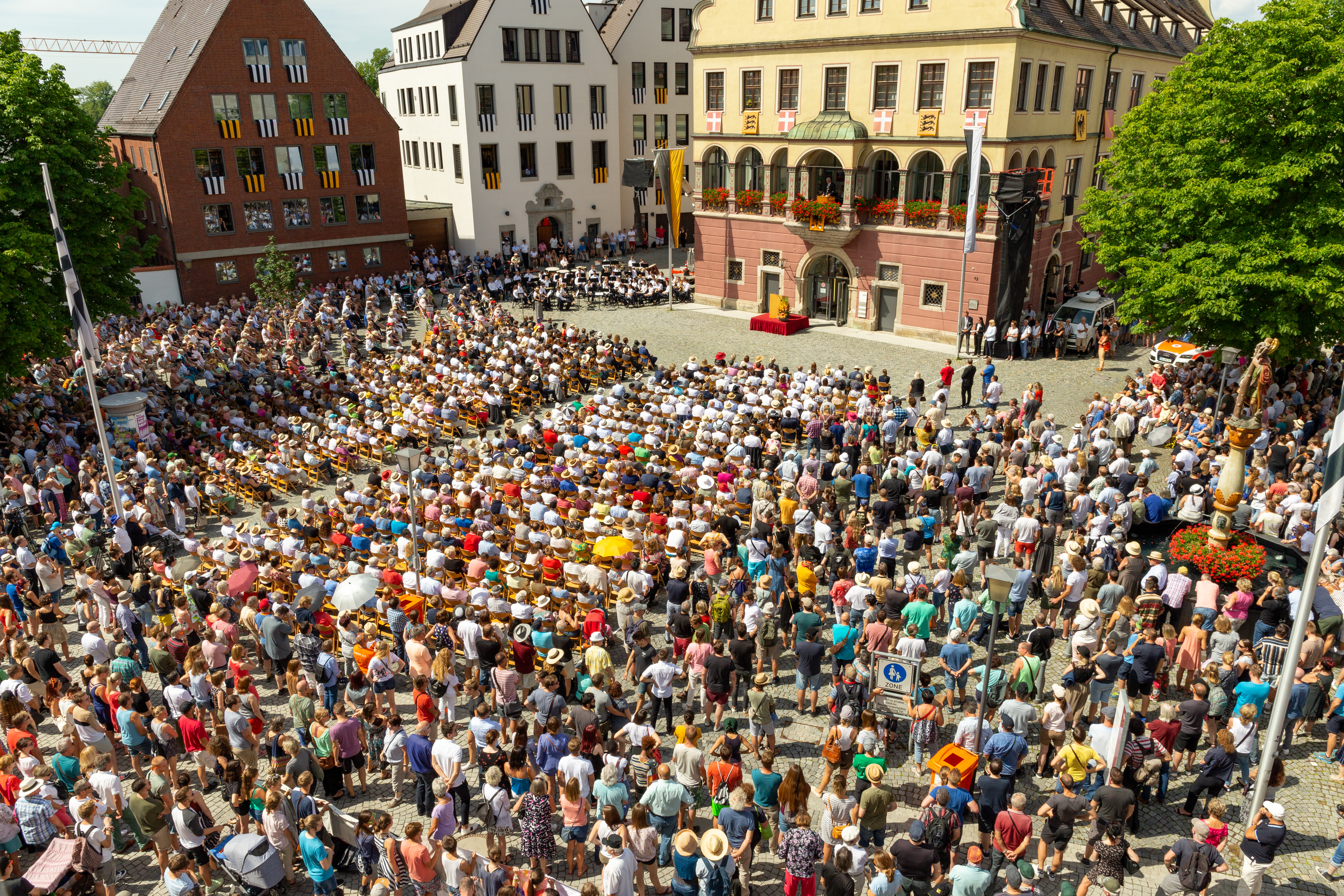
Zuhörer auf dem Weinhof am Schwörmontag 2019

Mit der Amtseinsetzung des Oberbürgermeisters Friedrich Foerster am 14. August 1933 belebten die Nationalsozialisten den alten Brauch neu und machten aus der Schwörrede eine Ansprache an die Bevölkerung, in welcher der Oberbürgermeister Rechenschaft über das vergangene Jahr ablegte und die politischen, gesellschaftlichen und wirtschaftlichen Pläne für das folgende Jahr vorstellte. Insbesondere verstanden die Nationalsozialisten die Schwörrede als Treuegelöbnis zwischen „Führer und Gefolgschaft“.
Nach dem Zweiten Weltkrieg verzichtete der neue Oberbürgermeister Robert Scholl, überzeugter Demokrat und Vater der Widerstandskämpfer Hans und Sophie Scholl, darauf, den Schwörakt zu vollziehen. Der Nachfolger Scholls, Theodor Pfizer, führte am 8. August 1949 den Schwörakt wieder ein. Nach der um 11 Uhr beginnenden Schwörrede legt seitdem der amtierende Oberbürgermeister einen Eid auf den großen Schwörbrief aus dem Jahr 1397, die Stadtverfassung, ab. Das geschieht zum Klang der Schwörglocke mit den Worten:

„Reichen und Armen ein gemeiner Mann zu sein in allen gleichen, gemeinsamen und redlichen Dingen ohne allen Vorbehalt.“

Bei schlechtem Wetter wird die Schwörfeier in das festlich geschmückte Ulmer Münster verlegt. Dies war 2023 und 2025 der Fall. Nach Angaben der Stadt habe die Schwörrede zuvor bereits mindestens einmal im Münster stattgefunden, zudem einmal im großen Sitzungssaal des Rathauses. Im Jahr 2007 wurde die Schwörrede zum ersten Mal live im Internet übertragen.
Aufgrund der COVID-19-Pandemie konnten 2020 nur 250 Gäste – davon 150 ausgewählte Bürger – die Schwörrede auf dem Weinhof verfolgen. Auch 2021 galt diese Regelung, diesmal jedoch mit 500 Gästen auf dem Weinhof. Das Nabada wurde 2020 und 2021 durch ein Betretungsverbot der Donau unterbunden.
Die überwiegende Zahl der städtischen Dienststellen schließt am Schwörmontag bereits um 10:30 Uhr. Mit Ausnahme größerer Ketten und Fachmärkte schließt auch der örtliche Einzelhandel an diesem Tag bereits am Mittag oder frühen Nachmittag.

## Das Nabada

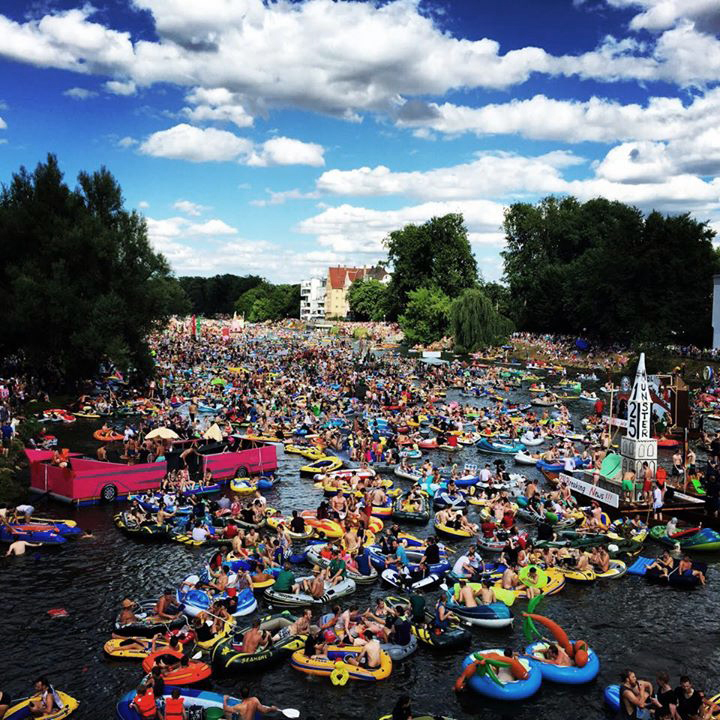
„Nabada“ auf der Donau, 2015

Alle vier Jahre findet an den beiden Sonntagen vor dem Schwörmontag ein Fischerstechen auf der Donau statt. Diese Tradition ist bereits auf Reichsstadtzeiten zurückzuführen, als sie alle zwei Jahre am Dienstag nach dem Schwörmontag stattfand.
In den Jahren zwischen diesen ursprünglichen Fischerstechen fand stattdessen das „Bäuerle-Herunterfahren“ statt, eine Art Karnevalsumzug auf der Donau, der in der Friedrichsau endete, und der sich über die Jahre hinweg zum „Nabada“ ([ˈnaːbaːdɜ], schwäbisch für „Hinunterbaden“) entwickelte.
Erstmals 1927 offiziell veranstaltet, war die Teilnahme auf dem Wasser beim Nabada anfangs nur den veranstaltenden Vereinen gestattet. Seit dem Ende der 1960er Jahre dürfen neben den offiziellen Themenbooten auch so genannte freie oder wilde „Nabader“ in Booten und Flößen daran teilnehmen.
Das Nabada beginnt am Nachmittag des Schwörmontags gegen 16 Uhr. Sollte es wegen schlechten Wetters oder widriger Wasserbedingungen ausfallen müssen, werden am Viereckkranz des Ulmer Münsters weithin sichtbare rote Signalkörbe befestigt. Im Jahr 2015 wurden beim Nabada 60.000 Besucher geschätzt.